# Myrmecaelurus noeli
Myrmecaelurus noeli är en insektsart som först beskrevs av Navás 1928.  Myrmecaelurus noeli ingår i släktet Myrmecaelurus och familjen myrlejonsländor. Inga underarter finns listade i Catalogue of Life.